# Tirso Lacalle Yábar
Tirso Lacalle Yábar, más conocido como el Cojo de Cirauqui, (Cirauqui, 28 de enero de 1845-Valtierra, 31 de diciembre de 1920),  fue un liberal navarro que en la tercera guerra carlista (1872-1876) mandó una partida de guerrilla liberal. Al concluir la contienda se incorporó a la vida militar con destino en Filipinas y posteriormente en diversas localidades de Navarra, La Rioja y Guipúzcoa (1877-1901). Tras su matrimonio en 1901 con Eugenia Larraga, abandonó el ejército y se dedicó a gestionar las propiedades rústicas de su esposa en Valtierra, donde residió hasta su fallecimiento. Tanto en su vida militar como en la civil se mostró decidido partidario del liberalismo y simpatizante de los partidos republicanos. Sus proezas en la tercera guerra carlista le confirieron gran popularidad tanto en España como en el extranjero, lo que explicaría que para los liberales fuese un “héroe legendario” mientras los carlistas lo tuvieron por un “feroz bandido”.

## Infancia y juventud
Nació en Cirauqui (Navarra) en 1845 en el seno de una familia agricultora con situación económica desahogada. Una deficiencia en la pierna derecha le hacía cojear, lo cual le eximió de servir en el ejército aunque no le impidió correr o cabalgar. De ahí el apodo de “El Cojo de Cirauqui”.
Su padre, Casimiro Lacalle Lezáun, de ideología liberal, de formación modesta, ejerció a lo largo de su vida diversos cargos municipales en Cirauqui.
Tirso Lacalle debió de recibir una formación educación equivalente a la secundaria, estudió por poco tiempo en algún seminario o noviciado, y residió en Francia, lo que le permitió hablar francés con soltura. Sabía además tocar el piano. Sea como fuere, se sabe que en 1865, cuando contaba veinte años, residía en su pueblo natal. 
Al igual que su padre, desempeñó cargos en el ayuntamiento de Cirauqui; por ejemplo, en 1869, tras la llegada de los liberales al poder, ejerció el de secretario municipal y en 1873, cuando ya se había desatado la tercera guerra carlista, era depositario municipal.
Al inicio de la guerra, en mayo de 1872, se formó en Cirauqui una compañía de “Liberales por la Libertad”, promovida por las autoridades gubernativas, que le proporcionaron el armamento. Entre sus integrantes figuraba Tirso Lacalle, al tiempo que su padre era concejal del ayuntamiento liberal.

## Combatiente liberal
La sublevación carlista arraigó pronto en la comarca de Estella, cuya cabecera dista quince kilómetros de Cirauqui. En esta localidad, como en tantas otras, pronto se desató la violencia entre los vecinos carlistas, que eran la mayoría, y los vecinos liberales, una minoría.

### “Los mártires de Cirauqui” (1873)
El 12 de julio de 1873 tropas mandadas por el general carlista Antonio Dorregaray se presentaron en Cirauqui, lo que obligó a los liberales, entre los que figuraba Tirso Lacalle, a refugiarse en un edificio fortificado, situado junto a la parroquia de santa Catalina, desde el que se controlaba el camino a Pamplona. Al día siguiente, al comprobar los liberales que no recibirían refuerzos, se rindieron a instancia del general carlista. Cuando entregaron las armas, con la garantía de que se les iba a dejar en libertad, fueron asesinados a tiros y bayonetazos 37 de los 62 defensores, mientras que sus casas eran saqueadas. 
Tirso Lacalle, que se había manifestado partidario de resistir hasta el final y que, a pesar de ello, había formado parte de los negociadores de la rendición, pudo salvarse de la matanza escondido en un barril desde el que oyó los gritos desesperados de sus compañeros. Recobrado el control de la situación por los mandos carlistas, Lacalle fue puesto en libertad  con el resto de los supervivientes, que fueron a refugiarse a Pamplona, controlada por los liberales. Aquí, cinco días más tarde, entregó al gobernador civil de Navarra un escrito en el que detallaba los terribles sucesos que había presenciado, al tiempo que le exigía justicia.

Mis bravos voluntarios, sin embargo, no piden venganza, piden justicia […] Quieren ojo por ojo, diente por diente, hombres por hombres, casa por casa, muebles por muebles, dinero igual al que les han robado. Quieren, ya lo he dicho, justicia; pero justicia pronta y enérgica” […] La memoria de nuestros queridos compañeros sacrificados tan vil y cobardemente por esos hijos de Satanás, nos da nuevos bríos, nos infunde nuevo valor y nos obliga a empuñar otra vez las armas, como mañana lo haremos, para batirnos contra esos secuaces de la Inquisición, y morir en defensa de las libertades patrias.

Este sangriento episodio tuvo trascendencia nacional e internacional y la prensa liberal calificó a los asesinados como “Los mártires de Cirauqui”.

### Jefe de la contraguerrilla de Tafalla (1874-1876)

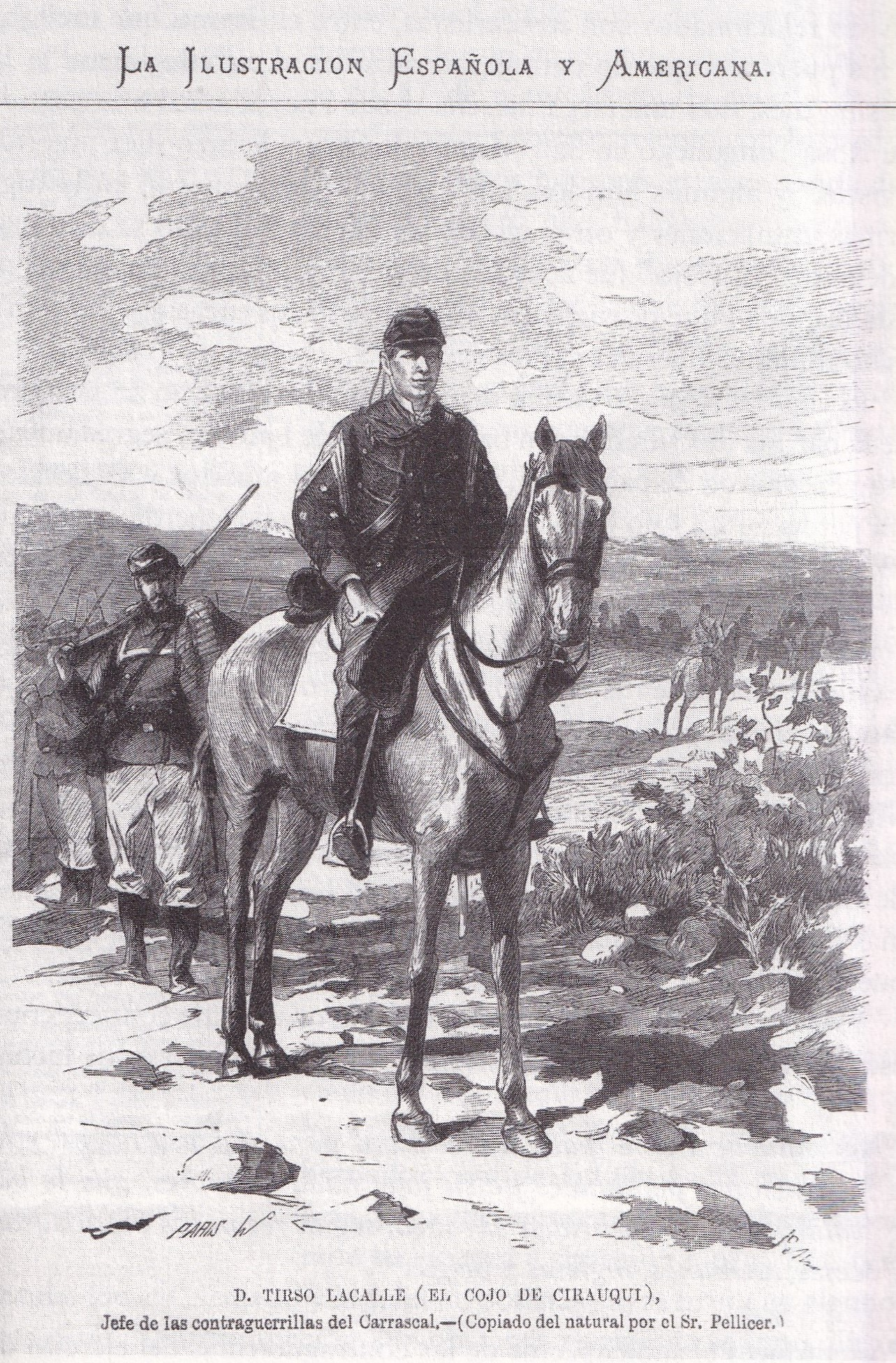
Tirso Lacalle "jefe de las contraguerrilas del Carrascal", según el retrato publicado en "La Ilustración Española y Americana"

Al poco tiempo de refugiarse en Pamplona, el 8 de octubre de 1873, se incorporó al “Cuerpo de la Guardia Foral” promovido por la Diputación de Navarra. Aquí alcanzó el grado de capitán al cabo de un año.
A iniciativa del general Moriones, con el fin de hostigar a las tropas carlistas y de tomar represalias contra los municipios y particulares que las apoyaban, se crearon las “contraguerrillas o fuerzas de voluntarios móviles”. De acuerdo con las “Instrucción” que regulaba su funcionamiento, estas partidas armadas liberales:

Se dedicarán a la persecución y sorpresa de las partidas carlistas y aduaneros y al cobro de contribuciones que se impongan por el Gobierno o diputaciones provinciales a los pueblos del territorio enemigo […]  Cobrarán además de los ayuntamientos que sin empleo de fuerza mayor lleven víveres a los carlistas una multa igual a las raciones que faciliten […] También cobrarán un impuesto de 100 reales mensuales a los padres por cada hijo que tengan en la facción […]  Los haberes, raciones y vestuarios de dichas fuerzas [las contraguerrillas] se pagarán de las contribuciones y multas que cobren.

Tirso Lacalle desempeñó la jefatura de la contraguerrilla de Tafalla. Ésta fue la primera que se formó en Navarra y a ella le siguió hasta una decena, con jurisdicción en las comarcas controladas por los liberales. Por su parte, el ejército carlista del Norte, además de sus tropas regulares, contaba con otras diez partidas o guerrillas.

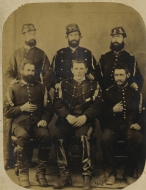
Tirso Lacalle y sus oficiales, hacia 1876

Las contraguerrillas estaban formadas por un reducido número de combatientes, que no superaba el centenar, en su mayoría soldados de a pie, en tanto que la caballería era numéricamente muy inferior. Al menos sus mandos llevaban uniformes militares. Su fortaleza estribaba en el conocimiento del terreno, su movilidad y la capacidad de sorprender al enemigo. 
La principal misión de la partida de Lacalle fue el control del alto del Carrascal, un paso estratégico en la ruta de Pamplona a Tudela. Por otra parte, hostigaba al enemigo en cuanto se presentaba una ocasión propicia; en este sentido, fueron particularmente frecuentes los enfrentamientos con la cuadrilla carlista de Rosas Samaniego.
La partida de Tirso Lacalle participó en febrero de 1876 en la batalla de Montejurra y en la inmediata toma de Estella, que desde agosto de 1873 había sido la capital del carlismo, estos dos acontecimientos precipitaron el final de la guerra civil, lo cual supuso la disolución de las contraguerrillas, incluida la de Tafalla, comandada por Tirso Lacalle.
Antonio Pirala valora así la participación de los guerrilleros en la tercera guerra carlista: "A las guerrillas carlistas habían opuesto los liberales contraguerrillas, y poco escrupulosos unos y otros en sus actos, y mandando gente de más valor que prudencia, combatíanse con saña y encarnizamiento.
Así pues, las dos guerrillas protagonizaron episodios pavorosamente crueles, incluidas las represalias sobre inocentes. Los carlistas atribuyeron buena parte de estas acciones a Tirso Lacalle, entre otros motivos porque era el guerrillero liberal con mayor notoriedad, del que se hacía eco la prensa nacional e internacional; en tanto que los liberales, políticos y periodistas, lo ensalzaron y le dedicaron homenajes en Madrid y Logroño, entre otros lugares.

## Vida militar en tiempo de paz (1876-1884)
Al concluir en 1876 la guerra civil, Tirso Lacalle se incorporó al ejército. Al año siguiente fue destinado a Filipinas, a donde viajó con el general Domingo Moriones, que había sido nombrado capitán general de las islas. La estancia duró dos años y en 1880, enfermo de consideración, regresó a España con el rango de capitán de caballería. Primeramente residió en Cirauqui y en 1884 fue destinado a Logroño; de aquí pasó a Burgos (1887), Elizondo (1891) y Fuenterrabía (1893).
Desde 1876 hasta 1884 sufrió un farragoso y malintencionado proceso promovido por el ayuntamiento de Cirauqui, de ideología conservadora, sobre su gestión de las cuentas municipales entre 1872 y 1873, cuando desempeñó el cargo de depositario. De este embrollo judicial salió libre y sin cargos.

## Familia y muerte
Coincidiendo con el final del pleito por las cuentas municipales, en 1884 se casó con Cándida Seminario, natural de Cirauqui, doce años más joven que él, la cual aportó como dote la respetable cantidad de 25 000 pesetas. El matrimonio se instaló en Valtierra, donde la esposa tenía grandes propiedades rústicas. Tuvo varios hijos de los que sobrevivieron dos. Un de ellos fue Víctor Lacalle Seminario, militar del Arma de Ingenieros, que tuvo una destacada actuación en la Guerra Civil en el bando republicado y murió exiliado en Caracas.
Al cabo de once años, en 1895, con cincuenta años, contrajo nuevo matrimonio; en esta ocasión, con María Eugenia Larraga que, como su anterior esposa, era terrateniente de Valtierra, y en esta población residieron. Tuvieron dos hijos, uno de ellos, José Daniel Lacalle, fue ministro del Aire (1962-1969) en un gobierno de Franco.
A partir del segundo matrimonio, Tirso Lacalle residió de manera permanente en Valtierra. Intervino en la política municipal y provincial en calidad de gran contribuyente y de significado liberal, al tiempo que participó en numerosos actos políticos, celebrados dentro y fuera de Navarra, en los que era recibido como héroe de la tercera guerra carlista.
Falleció en Valtierra el 31 de enero de 1920, cuando contaba 75 años, “sin haber recibido ningún sacramento”, según informó la prensa del día.